# Maria xứ Brabant
Maria xứ Brabant (13 tháng 5 năm 1254 – 12 tháng 1 năm 1322) là Vương hậu của Pháp từ năm 1274 đến năm 1285 với tư cách là vợ thứ hai của Vua Philippe III. Sinh ra ở Leuven, Brabant, bà là con gái của Henry III, Công tước xứ Brabant, và Adelaide xứ Burgundy.

## Làm vương hậu
Maria kết hôn với vua Philippe III của Pháp (lúc đó đã góa vợ) vào ngày 21 tháng 8 năm 1274. Người vợ đầu tiên của ông, Isabel của Aragón, đã sinh hạ ba người con trai còn sống: Louis, Philippe và Charles.
Philippe vốn chịu ảnh hưởng mạnh mẽ của mẹ mình, Marguerite xứ Provence, và tay sai của ông, bác sĩ phẫu thuật Pierre de La Broce. Không hẳn phải là người gốc Pháp, nhưng Maria có tiếng nói tại tòa án Pháp. Năm 1276, Louis, con trai riêng của Maria qua đời trong một hoàn cảnh đáng ngờ. Maria bị nghi ngờ ra lệnh đầu độc con trai mình. La Brosse, người cũng bị tình nghi, đã nhanh chóng bị bỏ tù và sau đó bị hành quyết vì tội giết người.

## Những năm cuối
Sau khi Philippe III của Pháp qua đời năm 1285, Maria mất đi một phần ảnh hưởng chính trị của mình và dành cả phần đời còn lại chăm sóc cho ba người con của họ: Louis (tháng 5 năm 1276 - 19 tháng 5 năm 1319), Blanche (1278 - 19 tháng 3 năm 1305) và Marguerite (mất năm 1318). Con trai riêng của chồng bà là Philippe IV lên ngôi vua Pháp vào ngày 6 tháng 1 năm 1286 tại Reims.
Cùng với Juana I của Navarra và Blanche xứ Artois, bà đã đàm phán hòa bình vào năm 1294 giữa Anh và Pháp với Edmund Crouchback, em trai của Edward I của Anh.
Maria sống qua triều đại của Philippe IV của Pháp và bà còn sống lâu hơn các con của mình. Bà qua đời năm 1322, ở tuổi 67, trong tu viện ở Les Mureaux, gần Meulan, nơi bà đã rút lui khỏi triều vào năm 1316. Maria không được chôn cất tại Vương cung thánh đường Thánh Denis, thay vào đó được chôn cất trong Tu viện Cordeliers, ở Paris. Tuy vậy, nhà thờ bị tàn phá trong một trận hỏa hoạn vào năm 1580, nhưng cũng đã được xây dựng lại trong những năm sau đó.